# 4e corps (Royaume-Uni)
Pour les articles homonymes, voir 4e corps d'armée.
Le IVe corps britannique est une unité militaire du Royaume-Uni, plus spécifiquement un corps de commandement de l'armée de terre britannique (British Army). Ce corps d'armée a existé comme une formation active de la British Army pendant la Première Guerre mondiale et la Seconde Guerre mondiale.
Pendant la Première Guerre mondiale, le corps a servi sur le front occidental tout au long de son existence. Pendant la Seconde Guerre mondiale, il a servi en Norvège et en Grande-Bretagne jusqu'à l'entrée en guerre du Japon en décembre 1941. Menaçant le Raj britannique, le corps rejoignit l'Asie jusqu'à sa dissolution en 1945.

## Avant la Première Guerre mondiale
En 1876, un plan de mobilisation pour huit corps d'armée a été publié, le « 4e corps » ayant son siège à Dublin et comprenant les unités régulières du commandement irlandais, soutenu par la milice. En 1880, il était organisé comme suit:
- 1re Division (Dublin)
  - 1re brigade (Dublin)
    - 1er Bn. 22nd Foot (Dublin), 82e Foot (Dublin), 3e Bn. Rifle Brigade (Dublin)

  - 2e brigade (Belfast)
    - Milice d'Édimbourg (Dalkeith), 1re milice de Lanark (Hamilton), 2e milice de Lanark (Lanark)

  - Troupes divisionnaires
    - Milice d'infanterie légère des Highlands (Inverness), 3e Dragoon Guards (Dublin), 19e Company Royal Engineers (Southampton)

  - Artillerie
    - O / 3e brigade RA (Curragh)
- 2e division (The Curragh)
  - 1re brigade (The Curragh)
    - 1er Bn. 16e Foot (Athlone), 38e Foot (The Curragh), 95e Foot (The  Curragh)

  - 2e brigade (The Curragh)
    - 1re milice de West York (Pontefract), 2e milice de West York (York), 3e milice de West York (Doncaster)

  - Troupes divisionnaires
    - 4e West York Militia (Leeds), 2e Dragoon Guards (Dublin), 6e Company Royal Engineers (The Curragh)

  - Artillerie
    - P / 3e Brigade RA (The Curragh), K / 2e Brigade RA (Kilkenny), I / 2e Brigade RA (Athlone)
- 3e Division (Cork)
  - 1re brigade (Cork)
    - 1re milice Somerset (Taunton), 2e milice Somerset (Bath), milice Hereford (Hereford)

  - 2e brigade (Limerick)
    - 1re milice Warwick (Warwick), 2e milice Warwick (Leamington), milice Glamorgan (Cardiff)

  - Troupes divisionnaires
    - 1er Bn. 7th Foot (Cork), 19e Hussars (Ballincollig), 18e Company Royal Engineers (Cork)

  - Artillerie
    - N / 3e brigade RA (Clonmel), M / 3e brigade RA (Limerick), H / 2e brigade RA (Fermoy)
- Brigade de cavalerie (The Curragh)
  - 2e Dragoons (Dundalk), 7e Hussars (Cahir), 20e Hussars (Newbridge), 1re Battery B Brigade RHA (Ballincollig)
- Artillerie de corps
  - H Battery B Brigade RHA (Newbridge), B Battery A Brigade RHA (Dublin), G Battery B Brigade RHA (Dublin)

Ce régime avait été abandonné en 1881. Les estimations de l'armée de 1901 (introduites par St John Brodrick, alors secrétaire d'État à la guerre) permettaient la création de six corps d'armée basés sur les six commandements régionaux : le IVe Corps devait être formé par l'Eastern Command dont le quartier général était à Londres. Il devait comprendre 27 batteries d'artillerie (18 régulières, 6 miliciens et 3 volontaires) et 25 bataillons d'infanterie (8 réguliers, 8 miliciens et 9 volontaires). Sous l'Army Order No 38 de 1907, les titres de corps disparurent, mais l'Eastern Command resta une organisation administrative majeure, contrôlant deux brigades de cavalerie et une division d'infanterie (4e division).

## Première Guerre mondiale
Le corps a son origine dans une force opérant indépendamment en Belgique sous le commandement du lieutenant-général Sir Henry Rawlinson. Il a été transféré du contrôle du War Office au BEF le 9 octobre 1914 et le commandant du BEF, Sir John French, qui l'a constitué en IVe corps. Il a porté une partie du poids de la défense dans les premières étapes de la première bataille d'Ypres. Initialement, il comprenait la 7e division d'infanterie et la 3e division de cavalerie, mais celles-ci ont été transférées fin octobre. Le IVe corps a été reconstitué le 6 novembre, combattant ensuite lors de la bataille de Neuve Chapelle et des actions subsidiaires, de la bataille de la crête d'Aubers, de la bataille de Festubert, de la bataille de Loos et des actions associées.
En 1916, le corps était commandé par Wilson. Le corps tenait initialement un tronçon de cinq miles de Loos au sud de Givenchy, entre le 1er corps de Gough au nord et le IXe corps français (qui fait partie de la 10e armée de Victor Louis Lucien d'Urbal) au sud. Wilson, notant la différence de qualité entre ses divisions, s'intéressa vivement à la formation et donna beaucoup de conférences.
En mars, les Britanniques reprirent la ligne de la dixième armée française. Le 4e corps fut déplacé au sud de Givenchy, en face de la crête de Vimy, ce qui donna aux Allemands l'avantage de la hauteur. La 47e division mena des opérations minières efficaces les 3 et 15 mai. Une attaque allemande surprise dans la soirée du dimanche 21 mai avança de 800 verges, capturant 1 000 verges de la ligne de front britannique. La contre-attaque ultérieure échoua et Wilson fut presque « balayé » (relevé de son commandement)
Wilson résista à la pression de Haig qui voulait mener une attaque limitée jusqu'au 1er septembre. Avec un autre « Big Push » attendu sur la Somme en septembre, l'attaque de Wilson fut reportée à octobre, le General Headquarters voulant immédiatement une prise de la crête de Vimy, ce qui signifierait une attaque conjointe avec le XVIIe corps. Edmonds écrivit plus tard que les préparatifs de Wilson avaient jeté les bases de la capture réussie de la crête de Vimy en avril 1917. L'attaque de Vimy n'eut jamais eu lieu car le 4e corps fut incorporé à l'armée de réserve de Gough, où il resta en réserve pendant la bataille de l'Ancre.
Le corps participa également à la retraite allemande sur la ligne Hindenburg, à la bataille de Cambrai, aux premières batailles de la Somme, à la deuxième bataille de la Somme, à la bataille du canal de Saint-Quentin, et la dernière avancée en Picardie.

### Composition pendant la Première Guerre mondiale
La composition du corps d'armée changeait fréquemment. Quelques ordres de bataille représentatifs du IVe corps sont donnés ici.
Ordre de bataille d'Ypres le 10 novembre 1914:
General Officer Commanding (GOC): Lieutenant général Sir Henry Rawlinson
- Général de brigade, état-major: RAK Montgomery
- Brigadier-général, Royal Artillery : AH Hussey
- Colonel, Royal Engineers : RUH Buckland
- 7e division
- 8e division

Au moment des batailles d'Aubers et de Festubert (mai 1915), le IVe corps avait toujours les 7e et 8e divisions sous son commandement, mais avait été renforcé par la 49e division (West Riding) de la Territorial Force.
Ordre de bataille en 1916 :
À l'installation de l'ère de la guerre des tranchées sur le front occidental (1915–1917), le BEF laissa son corps d'armée en position pendant de longues périodes, afin de se familiariser avec leur secteur, tout en effectuant des rotations de divisions en cas de besoin de repos, d'entraînement, ou transfert vers d'autres secteurs. Treize divisions différentes passèrent par le IVe corps pendant les onze mois du mandat de Wilson, et une seule, la 47e, resta plus de six mois.
En décembre 1915, le IVe corps se composait de la 1re (anciennement une division régulière), de la 47e (territoires de Londres) et de la 15e division (écossaise) et de la 16e division (irlandaise) (toutes deux de la Kitchener's Army). Wilson fut impressionné par le niveau d'entraînement dans le 15e mais pas le 16e. Au printemps, il perdit les 1er, 15e et 16e divisions et a gagné la 2e (anciennement division régulière) du 1er corps de Gough. Le 4e corps gagna également la 23e (nouvelle armée). À cette époque, l'armée ayant récemment décuplé en taille, il y eut peu d'évaluation formelle continue des performances des officiers, donc Gough, le commandant de l'armée de réserve, transmit son opinion informelle de la 2e division du GOC William George Walker (en), qui fut relevé par Wilson Diary le 24 février 1916.
Au début du mois d'avril, la 23e division fut relevée. En août, le 4e corps contenait deux divisions d'élite, la 63e (Royal Naval) division et la 9e (nouvelle armée), sous William Furse (en), avec Hugh Tudor comme commandant d'artillerie. Une partie de l'artillerie du IVe Corps fut déplacée vers la Somme. Ensuite, les 63e et 9e divisions furent enlevées, avant un transfert total du corps en octobre vers l'armée de réserve de Gough sur la Somme, bien qu'elle fût utilisée comme formation d'attente plutôt que déployée en première ligne. À un moment donné, le 18 octobre, le IVe corps n'avait aucune division.
Au cours de 1916, les officiers d'état-major compétents étaient encore rares et ces hommes furent débauchés du IVe corps et de ses divisions par Rawlinson pour le QG de la quatrième armée.
Ordre de bataille au début de l'avancée finale en Picardie (27 septembre 1918):
GOC : Lieutenant-général Sir Montagu Harper
- 5e division
- 37e division
- 42e division (Lancashire oriental)
- Division néo-zélandaise

## Seconde Guerre mondiale

### Norvège
Le corps a été réformé à Alresford dans le Hampshire en février 1940 en prévision d'opérations en Norvège, ou peut-être en Finlande (partie d'une intervention projetée dans la guerre d'Hiver russo-finlandaise). De mars à mai 1940, des parties du corps combattirent à Narvik et Trondheim durant la campagne de Norvège. Son commandant était le lieutenant général Claude Auchinleck.

### Home Forces
Après la fin de la campagne norvégienne, le corps a d'abord commandé la plupart des réserves blindées se préparant à faire face au projet d'invasion allemande de la Grande-Bretagne (opération Sea Lion), tandis que les autres quartiers généraux du corps qui avaient été évacués de Dunkerque lors de l'opération Dynamo ont été réorganisés. Le IVe Corps était envisagé comme une force de contre-attaque sous les ordres du lieutenant-général Sir Francis Nosworthy (en). Une fois le danger d'invasion passé, le corps était fortement impliqué dans la formation et le développement de la doctrine tactique. Le corps était basé à Guilsborough House près de Northampton jusqu'en août 1940, date à laquelle il déménagea à Latimer House près de Chesham.
Ordre de bataille en automne 1940,
- 2e division blindée (16 juin-4 août 1940)[22]
- 42e division (East Lancashire) (9 septembre-6 novembre 1940) [23]
- 43e division (Wessex) (19 juin-5 novembre 1940)[24]
- 31e brigade indépendante (1er août 1940–15 février 1941) [25]
- Royal Artillery du QG
  - Régiment de campagne du 154e (Leicestershire Yeomanry)
  - 67e Medium Regiment[26]

### Irak
En janvier 1942, le quartier général du Corps fut envoyé en Irak dans le cadre du Middle East Command. Son commandant était le lieutenant-général Thomas Corbett. En 1942, Corbett fut nommé chef d'état-major du Middle East Command et le lieutenant général Noel Irwin reprit la tête du IVe corps.

### Inde / Birmanie
À la suite de la conquête japonaise de la Birmanie, plusieurs divisions britanniques de Grande-Bretagne et du Moyen-Orient, ainsi que le quartier général du IVe corps, fut déployés en Inde. Une fois en Inde, la formation squelette fut formée avec le Corps des transmissions de l'armée indienne et des unités de ligne de communication, et prit le relais du quartier général ad hoc du corps birman, qui fut dissous à Imphāl, dans le nord-est de l'Inde. Il faisait rapport à l'armée de l'Est. Le Corps adopta un insigne d'éléphant en charge, en noir sur fond rouge.
En juillet 1942, Irwin est promu au commandement de l'armée de l'Est. Son successeur au commandement du IVe corps était le lieutenant-général Geoffrey Scoones. Il était engagé dans des activités de patrouille jusqu'au Chindwin et dans la construction d'aérodromes et de routes. À partir de la fin de 1943, le corps fait partie de la 14e armée nouvellement créée.
En 1944, les Japonais cherchèrent à perturber les attaques alliées en Birmanie en lançant leur propre attaque, nom de code U-Go, contre Imphal. Cela aboutit à la bataille épique d'Imphal. Au début de la bataille, le Corps se composait des 17e, 20e et 23e divisions indiennes, avec la 50e brigade parachutiste indienne et la 254e brigade de chars indienne. Au début de la bataille, la 5e division indienne fut envoyée par avion à Imphal pour rejoindre le corps.
Le corps fut encerclé par les forces japonaises mais réussit à vaincre leurs assaillants. Des fournitures et des renforts furent acheminés par avion pour aider les troupes assiégées, tandis que les blessés et les non-combattants furent évacués. Le siège prit fin le 22 juin, lorsque les troupes du IVe corps rencontrèrent les forces de relève du XXXIIIe corps au nord d'Imphal. À partir de là, jusqu'à la fin de la mousson plus tard dans l'année, des formations du IVe corps (la 5e division indienne et la 11e division africaine nouvellement arrivée) dégagèrent les Japonais de l'est du Chindwin et établirent plusieurs têtes de pont sur la rivière.
En novembre 1944, à la fin des pluies, la 14e armée se prépara à lancer une attaque décisive contre le centre de la Birmanie. Le lieutenant-général Scoones a été nommé au commandement central, un quartier général de l'armée en Inde, et remplacé à la tête du IVe corps par le lieutenant-général Frank Messervy. En préparation de l'offensive, plusieurs divisions furent organisées sous forme de formations motorisées et portables.
L'offensive débuta avec le IVe corps à gauche de la 14e armée, dirigé par la 19e division indienne nouvellement arrivée. Il devint évident que les Japonais s'étaient repliés derrière le fleuve Irrawaddy. La 19e division fut transférée au XXXIIIe corps et le IVe corps fut transféré sur le flanc droit de l'armée, avançant dans la vallée de Gangaw à l'ouest du Chindwin, dirigé par la 28e brigade d'infanterie d'Afrique de l'Est et une formation d'infanterie ad hoc, la Lushai Brigade. Fin février, la 7e division indienne remporta des têtes de pont sur l'Irrawaddy. La 17e division indienne motorisée, avec les chars M4 Sherman de la 255e brigade de chars indienne, suivit ces têtes de pont et frappa profondément dans le territoire occupé japonais pour capturer le centre de transport et d'approvisionnement vital de Meiktila. Renforcé par des troupes débarquées sur les aérodromes proches de la ville, les alliées se défendirent contre les contre-attaques japonaises en mars.
À la suite de la défaite japonaise en Birmanie centrale, la 14e armée fut réorganisée. Le IVe corps commandait maintenant les 5e et 17e divisions indiennes motorisées, la 19e division indienne (qui restait sur un établissement de transport mixte d'animaux et de moteurs) et la 255e brigade de chars. En avril, les 5e et 17e divisions alternèrent en tête de la dernière promenade sur Rangoun dans la vallée du fleuve Sittang, tandis que la 19e division sécurisa la ligne de communication du corps. Au début du mois de mai, au début de la mousson, le corps avait été retenu jusqu'à 65 km de Rangoun. La ville fut capturée par une opération de débarquement amphibie nommé Dracula, après avoir été abandonné par sa garnison.
Peu de temps après la chute de Rangoun, le IVe corps fut retiré du contrôle de la quatorzième armée et placé sous la 12e armée nouvellement créée. Commandée temporairement par le lieutenant-général Francis Tuker, elle fut chargée de nettoyer les forces japonaises restantes en Birmanie jusqu'à la fin de la guerre, y compris la défaite d'une grande évasion dans le Pegu Yoma. Le corps fut dissous peu après la fin des hostilités.

## Commandant des officiers généraux
- 1er avril 1903 : Général Lord Grenfell
- 6 juin 1904 : Général Lord Methuen (le 4e corps d'armée fut renommé Eastern Command le 1er juin 1905)
- Octobre 1914 - décembre 1915 : Lieutenant général Henry Rawlinson[27]
- Décembre 1915 - fin 1916 : Lieutenant général Henry Wilson[28]
- 1916 - 1918 : Lieutenant général Charles Woollcombe (en) [29]
- Mars 1918 - juin 1919 : Lieutenant-général George Harper[30]
- Février 1940 - mai 1940 : Lieutenant-général Claude Auchinleck
- Juillet 1940 - novembre 1941 : Lieutenant général Francis Nosworthy (en)
- Janvier 1942 - mars 1942 : Lieutenant général Thomas Corbett
- Avril 1942 - juillet 1942 : Lieutenant général Noel Irwin
- Août 1942 - décembre 1944 : Lieutenant général Sir Geoffry Scoones
- Décembre 1944 - juillet 1945 : Lieutenant général Sir Frank Messervy
- Juillet 1945 - août 1945 : Lieutenant général Sir Francis Tuker[31]